# Roger Parment
Roger Parment est un critique d'art, journaliste et homme politique français né le 28 mai 1919 à Rouen, où il est mort le 18 septembre 1992.

## Biographie
Ancien résistant, il acquiert et restaure le château de Robert le Diable à Moulineaux, ouvert au public en 1954, et fonde le musée Jeanne-d'Arc à Rouen en 1953. Il est maire de Moulineaux de 1958 à 1971, conseiller municipal (1977) puis adjoint au maire de Rouen (1978).
Aux élections législatives de 1967 et de 1968, il est candidat dans la deuxième circonscription de la Seine-Maritime. Aux élections législatives de 1978, il est candidat dans la première circonscription de la Seine-Maritime.
Il est rédacteur en chef de l'édition rouennaise de Paris Normandie, fondateur, directeur et rédacteur en chef du journal Liberté-Dimanche et journaliste à France 3 Haute-Normandie.
L'une des bibliothèques de Rouen porte son nom.

## Œuvres
- Charles de Gaulle et la Normandie  (préf. Maximilien Vox), Rouen, Henri Defontaine, 1945, 194 p., in-8oDessins de Pierre Le Trividic et photographies de Raymond Jacques.
- Bestiaire fantasque, trente poèmes en prose de Roger Parment commentant trente bois gravés d'Émile-Henry Tilmans, sept cents exemplaires numérotés, édité par Émile-Henry Tilmans, 1956.
- Rouen cité moderne, Rouen, Vernone, 1958, 206 p.
- Roger Parment conte Cinquante ans de vie rouennaise : 1908-1958, Rouen, Vernone, 1958, 112 p.
- Roger Parment vous conte le Septième art à Rouen, Rouen, Pietrini et Cie, 1959, 89 p.
- Rouen reine de Normandie, Rouen, Société professionnelle d'édition et de publicité, ca. 1965 (OCLC 174391364)Photographies de Charles Burchell.
- À l'écoute de la Normandie et des Normands, Sotteville-les-Rouen, A. Allais, 1975, 213 p.
- Rouen en 80 regards, Rouen, 1977, 103 p. (OCLC 462052106)
- Histoires vraies… fausses nouvelles, Rouen, IMNOV, 1990

## Reportages télévisés
- 10 juillet 1965 : Arts et Lettres : Georges Godefroy, écrivain havrais
- 1970: château de Gaillon - entretien avec Adrienne Gondre, maire, et M. & Mme Richard, propriétaires

## Distinctions
- Chevalier de l'ordre des Palmes académiques
- Médaille commémorative de la guerre 1939–1945
- Officier de l'ordre des Arts et des Lettres
- Chevalier de l'ordre du Mérite touristique
- Chevalier de la Légion d'honneur